# Lång rotlusblomfluga
Lång rotlusblomfluga (Pipizella viduata) är en tvåvingeart som först beskrevs av Carl von Linné 1758.  Lång rotlusblomfluga ingår i släktet rotlusblomflugor, och familjen blomflugor.
Artens utbredningsområde är Sverige. Arten är reproducerande i Sverige. Inga underarter finns listade i Catalogue of Life.